# Jacques Neboux
Jacques Neboux est une personnalité du football vosgien.